# 陈锐 (1972年)
陈锐（1972年6月—2024年6月），云南宣威人，中华人民共和国政治人物。

## 生平
1972年6月，陈锐出生在云南省宣威县（今宣威市）。
1992年3月，陈锐进入曲靖地区（今曲靖市）宣威县煤炭供销公司工作，同时在云南民族学院干部专科部经济管理专业大专班学习。
1996年7月，陈锐成为曲靖地区宣威市煤炭供销公司党支部副书记、副经理，期间于1996年10月加入中国共产党。
1998年6月，陈锐调到曲靖市沾益县，出任沾益乡党委副书记，2001年3月出任沾益乡党委副书记、副乡长、代乡长，2022年5月升任党委书记。2005年3月，陈锐升任沾益县人民政府副县长，次年6月兼任中共沾益县委常委，2008年1月，陈锐出任中共沾益县委副书记。
2009年12月，陈锐调任中共陆良县委副书记、副县长、代县长。次年3月正式出任县长，2013年8月升任县委书记。
2017年9月，陈锐调任中共怒江州委常委，2个月后，陈锐兼任州委统战部长，次年3月兼任中共泸水市委书记。
2021年6月，陈锐升任中共楚雄州委常委、常务副州长。
2023年3月，陈锐调任中共保山市委副书记、市人民政府党组书记、市长。
2024年6月20日，陈锐已经被确认因病离世。

## 家庭
父亲：陈世贵，曾任中共曲靖市委副书记，2024年5月主动投案。